# Brusseleir
Pour les articles homonymes, voir Bruxellois.
Le bruxellois, brusseleir,, brusselair ou brusseleer (parfois aussi appelé marols ou marollien) est un parler populaire de la ville de Bruxelles, issu du brabançon (dialecte bas-germanique), mâtiné de nombreux mots français,. Il est repris à l'inventaire du patrimoine culturel immatériel de la Région de Bruxelles-Capitale.

## Origine
Le brabançon, parler germanique et dialecte néerlandais, est parlé dans le Brabant-Septentrional aux Pays-Bas, dans les provinces d'Anvers et de Brabant flamand en Belgique. Une version locale du brabançon était à l'origine la langue parlée à Bruxelles. À la création du royaume de Belgique en 1830, le français est instauré comme seule langue officielle du royaume. Le français était alors utilisé principalement par la noblesse (même si une partie de celle-ci dans les villes historiques de Flandre était bilingue et restait attachée à l'ancienne littérature nationale flamande), la bourgeoisie et une partie importante de la population qui avait atteint l'enseignement secondaire uniquement donné en français.
Il se diffuse ensuite progressivement dans les classes populaires, surtout depuis l'instauration en Belgique à partir de 1914 de l'enseignement obligatoire pour les élèves de 6 à 14 ans révolus. Cet enseignement se donnait pour l'école primaire en néerlandais en pays flamand et dans les régions wallonnes en français. Le français par contre était l'unique langue de l'enseignement secondaire (voir aussi : Francisation de Bruxelles). Drainés par les besoins en personnel de l'administration, de nombreux nouveaux arrivants de classe moyenne, issus de la partie sud du pays, romane, accroissent encore la présence du français à Bruxelles. De nos jours, le français est la langue la plus utilisée à Bruxelles.
La langue populaire s'est dès lors adaptée à cette double réalité germano-romane, adaptation dont résulte le bruxellois.

## Terminologie
Le terme brusseleer est utilisé par les francophones pour désigner le dialecte de Bruxelles. Dans le parler lui-même, le substantif Brusseleir (au féminin : Brusseles) désigne un habitant de Bruxelles, et l’appellation du dialecte est Brussels[réf. non conforme],[réf. non conforme].

## Structure
Ce parler est fondé sur des structures syntaxiques germaniques, comme n'importe quel autre dialecte bas-germanique (dont le flamand), mais l'adjonction de vocabulaire et d'expressions idiomatiques françaises est considérable, par exemple dans la formation très libre, et même débridée, de verbes à partir du français avec adjonction du suffixe (germanique) -eire. Exemples : autoriseire, applaudisseire, constateire, etc.
Exemples par phrases complètes :
Deei mense kan'k-ik ni supportèire, die m'n schuune Vlamse taal konstant moete massacrèire (par zwanze c.-à-d. blague, dérision).
Je ne peux pas supporter ces gens qui doivent tout le temps massacrer ma belle langue flamande.
(Une grand-mère à son petit-fils) : Ge moet op de trottoir luupen, hein! Op de chaussee is da te dangereus.
Tu dois marcher sur le trottoir, hein ! Sur la chaussée, c'est trop dangereux.
Le bruxellois n’est pas unique mais connaît des variations au fur et à mesure qu'on s'éloigne du centre de Bruxelles. 
Dans tous les registres de langue, y compris dans les relations non dialectales entre interlocuteurs francophones et néerlandophones (notamment en relations de travail), l'alternance de code linguistique est fréquente.
Dans le Bruxelles cosmopolite du XXIe siècle, le bruxellois est en voie de disparition lente, une grande partie de la population, naguère bilingue français-bruxellois, étant devenue complètement francophone (plus rarement néerlandophone) ; toutefois cette disparition ne se fait pas sans laisser des traces dans le français populaire de Bruxelles et environs par des emprunts lexicaux et syntaxiques : un babbeleir, un bavard ; un broebeleir, quelqu'un qui s'embrouille dans ce qu'il dit ; un zievereir, quelqu'un qui invente des histoires, un galéjard, un plaisantin, et des zieverderaa, des histoires à dormir debout ; ce que j'ai besoin (d'après wat ik nodig heb) pour « ce dont j'ai besoin » ; ça est (avec hiatus) pour « c'est » (avec élision) ; ça bibber quand le tram passe (se dit d'une grosse femme dont les formes « vibrent » au passage du tram ; etc.

## Variétés
Le bruxellois ne forme pas un dialecte homogène. Il a présenté d'importantes variations au cours du temps et entre les différents quartiers de Bruxelles. Les variétés les mieux identifiées sont, :
- le vloms (variante brabançonne de vlaams, « flamand ») ou bruxellois flamand, dialecte brabançon (les Marolles) ;
- le beulemans (d'après le titre d'une comédie populaire du XXe siècle) ou bruxellois français, le bruxellois tel que couramment désigné, créole anciennement usité par la petite bourgeoisie bruxelloise et (à tort) souvent considéré par les Français eux-mêmes comme le parler « belge » ;
- le alf-en-alf (variante brabançonne de half-en-half, « moitié-moitié ») ou bruxellois mixte (franco-flamand) ;
- le bargoensch (étymologie incertaine ; peut-être issu de « bourguignon » ou encore « baragouin »), ancien argot marginal et ésotérique des voleurs, colporteurs et mauvais garçons (Molenbeek).

Hermétique aux dialectes locaux, de par son origine germanique et empruntant en plus de ses termes spécifiques à d'autres langues (notamment, le français, et quelques sources de yiddish, d'espagnol et de tsigane), il possède lui-même en son propre sein, du fait de son étendue géographique (attestée jusqu'à Gand en Flandre et au-delà d'Amsterdam vers le nord), des variantes régionales, par exemple :
- Variantes de Belgique :

- Variantes de Bruxelles :

- le bergades, variante spécifiquement marollienne.

- Variantes de Flandre :

- le bargoensch de Zele.

- Variantes des Pays-Bas.

Bien que cela ne fasse pas consensus, le marollien est parfois considéré par certains Bruxellois, au même titre que celles précédemment énumérées, comme une variété distincte de bruxellois.

## Exemples de toponymes
| Brussels / Bruxellois / Marols         | Français               | Néerlandais         |
| -------------------------------------- | ---------------------- | ------------------- |
| Âvergoum                               | Auderghem              | Oudergem            |
| Meuilebeik                             | Molenbeek-Saint-Jean   | Sint-Jans-Molenbeek |
| Schoûrebeik                            | Schaerbeek             | Schaarbeek          |
| Olche                                  | Ixelles                | Elsene              |
| Yet                                    | Jette                  | Jette               |
| Bochvo-oud                             | Boitsfort              | Bosvoorde           |
| Veust                                  | Forest                 | Vorst               |
| Weuile                                 | Woluwe                 | Woluwe              |
| Boendael                               | Boondael               | Boondaal            |
| Uugstroût                              | Rue Haute              | Hoogstraat          |
| Den Â Met'                             | Vieux Marché           | Oude Markt          |
| Glachbeik                              | (ruisseau à Uccle)     | Geleitsbeek         |
| Zoûvel                                 | (le) Sablon            | Zavel               |
| De Beuzze                              | la Bourse              | de Beurs            |
| De Vismet'                             | le Marché-aux-Poissons | de Vismarkt         |
| Lange Zottestroût (par zwanze, blague) | Rue des Foulons        | Voldersstraat       |

## Emploi dans des œuvres culturelles

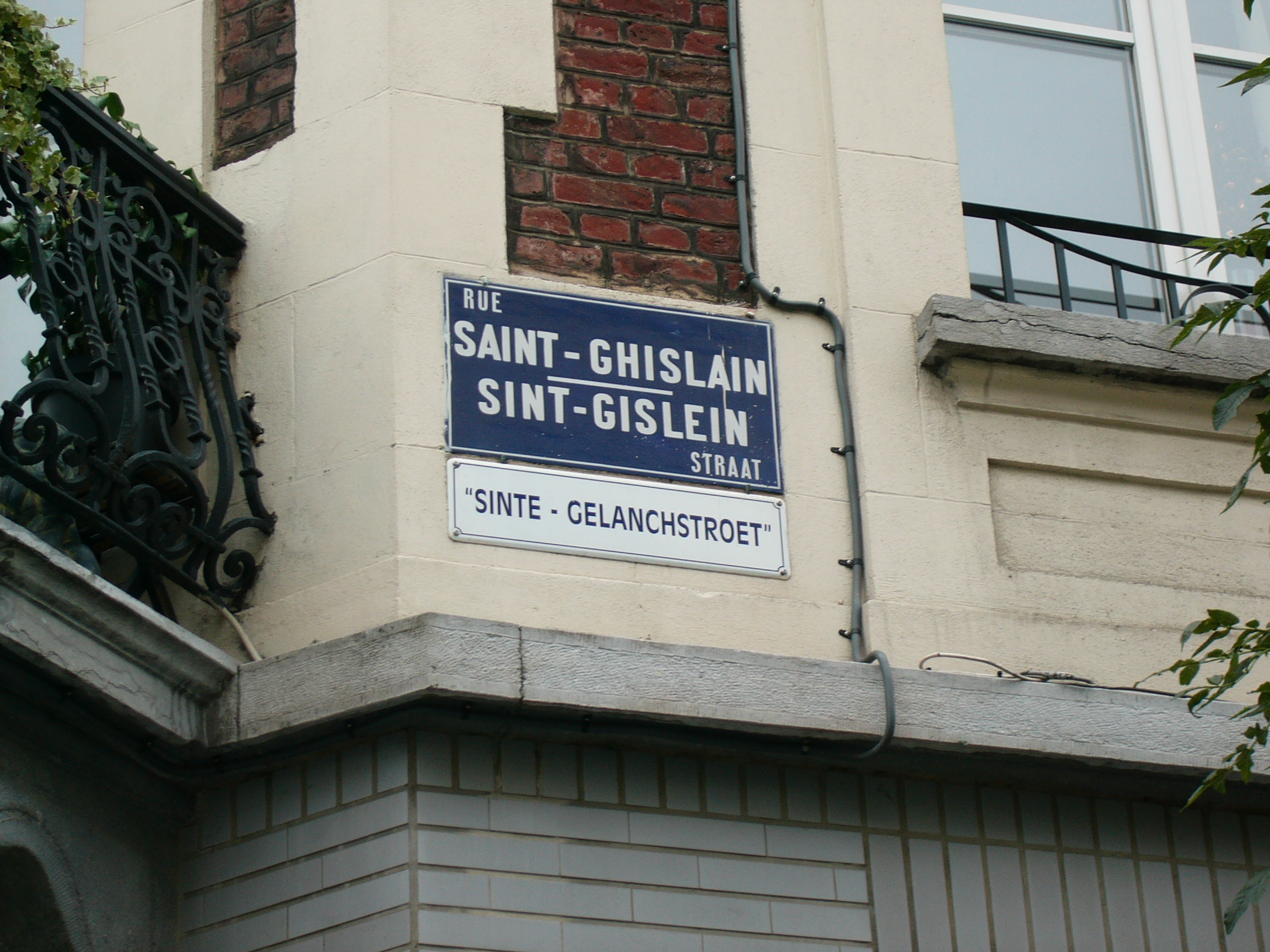
Plaque de rue en français et néerlandais (en bleu), et en bruxellois (en blanc).

Roger Kervyn de Marcke ten Driessche publie en 1923 Les Fables de Pitje Schramouille : il  réécrit de manière amusante les Fables de La Fontaine ou Le Cid de Corneille dans le dialecte marolien,. 
Deux savoureuses et célèbres pièces de théâtre, Le Mariage de mademoiselle Beulemans de Frantz Fonson et Fernand Wicheler et Bossemans et Coppenolle de Joris d'Hanswyck et Paul Van Stalle, utilisent un français mâtiné de nombreux termes et expressions issue du bruxellois. 
On se souviendra surtout d'une réplique en zwanze qui fait esclaffer le public de la salle lorsque Amélie Van Beneden, mieux connue sous le nom de Madame Chapeau, et notamment interprétée par Jean Hayet, dit : « Je ne m'appelle pas Madame Chapeau, ça est les crapuleux de ma strotje qui m’ont donné ce surnom parce que je suis trop distinguée pour sortir en cheveux ». Sa célébrité fait que Madame Chapeau apparaît actuellement en statue dans la rue du Midi à Bruxelles.
Hergé faisait un usage régulier du bruxellois dans Tintin et Quick et Flupke, principalement comme source de noms devant paraître exotiques aux oreilles françaises. Par exemple le nom de l'émir Ben Kalish Ezab est une transcription phonétique d'un mot kalische zab signifiant « jus de réglisse », qui désigne familièrement un café insipide, en marollien (variante du bruxellois parlé dans le quartier des Marolles).
En 1988, pour les 30 ans de l'Exposition universelle, Viviane Decuypere renouait avec la tradition du théâtre bruxellois avec Les Pralines de M. Tonneklinker. En 2010, c'est une autre période qu'elle rapporte dans L'Estaminet de Rosine : le quotidien du petit peuple de Molenbeek qui, même dans l'adversité, arrive toujours à zwanzer… En 2015, c’est un grand personnage historique qui sera affublé de l’accent brusseleir dans « Charles de Bourgogne », créé au sein même du palais du Coudenberg qu’il habitait : Charles Quint ! Sa dernière pièce, « Le Ket » est la version à la sauce bruxelloise de l’œuvre de Corneille, Le Cid, dûment revue et corrigée…
Jacques Brel a popularisé le terme dans sa chanson Bruxelles : C'était au temps où Bruxelles brusselait…
Sur un autre plan, celui de l'humour, la comédienne et chanteuse de cabaret Simone Max en est une des plus dignes représentantes.
Le premier à avoir écrit un roman régional (La Famille Kakkebroek) fut un Bruxellois tombé aujourd'hui dans l'oubli : Léopold Courouble.
Patrick Couton, traducteur en français des œuvres de Terry Pratchett, met dans la bouche des Feegles des mots en bruxellois, par exemple le juron « potferdeik » (Potverdekke) dans Un chapeau de ciel.
Plusieurs épisodes de la série « Le Spirou de… » ont été édités en bruxellois.

### Tintin en bruxellois
Le syldave et l'arumbaya sont pour leur plus grande partie des déformations du marollien.
Il existe également deux versions bruxelloises des Bijoux de la Castafiore :
- Les stiene de la Castafiore[15][réf. non conforme], en français mâtiné de termes issus du bruxellois (la langue parlée par le personnage de Beulemans)
- De bijous van de Castafiore[16][réf. non conforme], en bruxellois plus proche des parlers flamands (le marollien que Hergé a appris de sa grand-mère).

### Filmographie
- Saïda a enlevé Manneken-Pis est un court métrage belge burlesque et en dialecte de 8 minutes[17][réf. non conforme] réalisé en 1913 par le cinéaste Alfred Machin.
- Les Quatre Mousquetaires est un film belge en accent bruxellois réalisé par Gaston Schoukens d'après le roman d'Alexandre Dumas sorti en 1934.